# Heinrich von Gagern (urzędnik)
Heinrich von Gagern, Heinrich Rudolf Erich Kurt Franz Konstanz Freiherr von Gagern (ur. 1 grudnia 1878 w Świnoujściu, zm. 25 czerwca 1964 w Obermaiselstein, pow. Oberallgäu w Bawarii) – niemiecki prawnik, urzędnik sądowy i administracji państwowej.

## Życiorys
Syn generalmajora Ernsta von Gagern (1849-1928) i Emilie z d. Rütgers (1859-1888). Uczęszczał do Gimnazjum Protestanckiego (Protestantisches Gymnasium) w Strasburgu, Gimnazjum Wielkiego Księstwa (Großherzogliches Gymnasium) w Karlsruhe, Gimnazjum Joachimsthal (Joachimsthalsches Gymnasium) w Berlinie, Gimnazjum Friedricha Wilhelma (Friedrich-Wilhelm-Gymnasium) w Kolonii, i następnie Gimnazjum Biskupiego (Bischöfliches Gymnasium) w Strasburgu, które ukończył w 1897. Studiował prawo na uniwersytetach w Strasburgu, Monachium i Berlinie. Był zatrudniony jako referendarz sądowy w Sądzie Okręgowym w Königstein im Taunus (Amtsgericht Königstein im Taunus), Sądzie Okręgowym we Frankfurcie nad Menem (Amtsgericht Frankfurt am Main) i w Sądzie Rejonowym w Wiesbaden (Landgericht Wiesbaden), referendarz rządowy w administracji państwowej w Poczdamie, Starostwie pow. Osthavelland, burmistrz komisaryczny w Kremmen, asesor rządowy w Malborku (1907). Na przełomie lat 1907–1908 odbył roczną ochotniczą służbę w regimencie kirasjerów „Graf Geissler” (Reński) nr. 8 (Kürassier-Regiment „Graf Gessler” (Rheinisches) Nr. 8) w Deutz, którą ukończył w stopniu porucznika rezerwy i przeszedł do służby cywilnej w administracji pruskiej, pełniąc m.in. obowiązki burmistrza Sopotu (1908). Później studiował we Francji (1909), był zatrudniony jako referent w Nadprezydium Prowincji Brandenburgia (Oberpräsidium der Provinz Brandenburg) w Poczdamie (1909-), przebywał w Grundlsee w Austrii, i pełnił obowiązki starosty pow. Melsungen w Hesji (1914-). Wziął udział w działaniach wojennych I wojny światowej, m.in. w 136 pułku piechoty (1914-1915), kończąc je awansowany do stopnia majora. Ponownie powierzono mu funkcję starosty w Melsungen (1916-1919), z której został zmuszony do ustąpienia przez rząd rewolucyjny. Objął dowództwo ochotniczego Freikorps w trakcie pełnienia którego w dniu 2 maja 1919 osobiście znęcał się nad Gustavem Landauerem, jednym z liderów Bawarskiej Republice Rad. Powrócił do obowiązków w administracji rządowej pełniąc obowiązki starosty pow. Fulda w Hesji (1921-1933), i po raz trzeci pow. Melsungen (1933-1937), skąd dekretem z dnia 21 czerwca 1937 Adolfa Hitlera, kanclerza III Rzeszy, przeszedł w stan spoczynku.